# Hélène de Mandrot

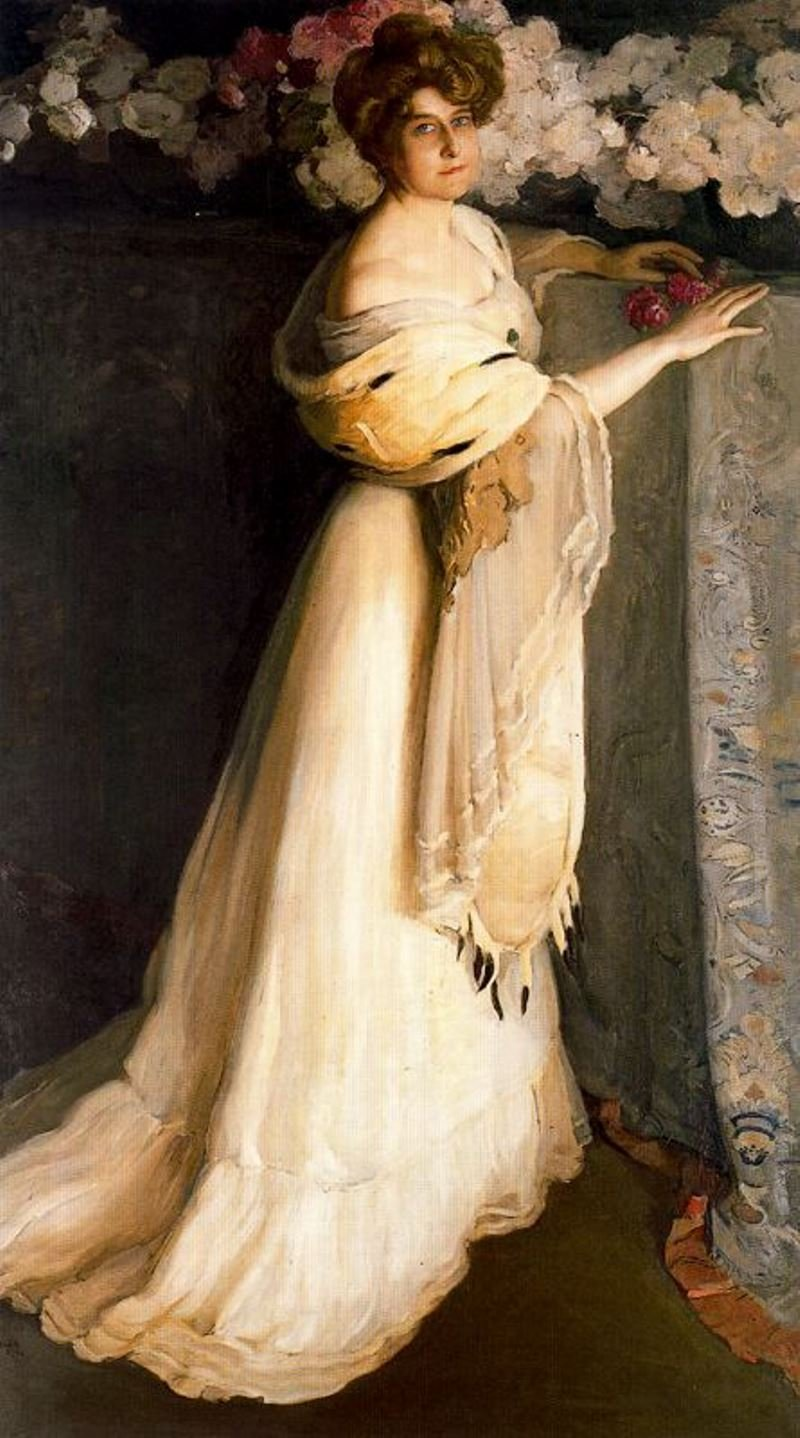
Ernest Biéler: Hélène de Mandrot (1904)

Hélène de Mandrot (geboren als Hélène Revilliod de Muralt am 27. November 1867 in Genf; gestorben am 26. Dezember 1948 in Le Pradet) war eine Schweizer Künstlerin, Kunstsammlerin und Förderin der architektonischen und künstlerischen Moderne.

## Leben
Hélène Revilliod de Muralt stammte aus einer grossbürgerlichen Familie in Genf. Ihr Vater Aloys Revilliod (1839–1921) war Bankier und auch Sammler von ostasiatischer Kunst, ihre Mutter Rachel de Muralt kam aus dem Genfer Adel. Sie besuchte Kurse an der École des arts industriels de Genève bei Joseph Mittey, studierte bei William Bouguereau an der Académie Julian in Paris und ging für ein Semester nach München. Ab 1900 stellte sie wiederholt Gemälde und Arbeiten in Metall und Stein in Genf aus und nahm 1903 an einer Ausstellung in St. Petersburg teil.
Sie heiratete 1906 den Agrarunternehmer Henry de Mandrot (1861–1920) und schuf mit diesem die Société du Musée romand in Mandrots Château de La Sarraz. Das Museum war der regionalen Kunst und dem Kunsthandwerk der Romandie gewidmet, eine Idee, die auf die Thesen des nationalistischen Intellektuellen Gonzague de Reynold zurückging. 1911 trat sie der von der Schweizer Kunsthandwerkerin Nora Gross begründeten Société d'art domestique bei, welche die traditionelle, zu Hause ausgeübte Volkskunst fördern wollte, und richtete eine Schule für Stickerei ein.
Nachdem Hélène de Mandrot im Alter von 52 Jahren Witwe geworden war, gründete sie 1922 das Künstlerhaus Maison des Artistes de La Sarraz. Sie stellte es bildenden Künstlern als Aufenthaltsort zur Verfügung und machte es in den folgenden Jahren zu einem Zentrum der architektonischen und künstlerischen Moderne. In Paris, wo sie ab 1924 einen zweiten Wohnsitz hatte, baute sie Kontakte mit Künstlern und Architekten auf. 1928 gewann sie Sigfried Giedion und Le Corbusier für ihre Idee eines Architekturkongresses. Der erste Congrès Internationaux d’Architecture Moderne fand vom 26. bis 28. Juni desselben Jahres mit 25 Architekten aus acht Ländern auf La Sarraz statt. Er wurde wegweisend. Im September 1929 veranstaltete sie den ersten Congrès international du cinéma indépendant, der unter dem Zeichen der Avantgarde des Kinos stand. Mandrot wollte damit den von kommerziellen Interessen unabhängigen Film fördern. Zu den Filmemachern, Filmkritikern und -theoretikern, die daran teilnahmen, zählten u. a. Sergej Eisenstein, Hans Richter, Walter Ruttmann, Alberto Cavalcanti, Béla Balázs und Léon Moussinac.
Mandrot profitierte von ihrer Bekanntheit als Mäzenin und wurde mit eigenen Werken 1929 zum Pariser Herbstsalon und 1930 zur Gründungsausstellung der Union des Artistes Modernes nach Paris eingeladen. 1929 beauftragte sie Le Corbusier, für sie ein Sommerhaus in Le Pradet bei Toulon zu bauen. Für den Garten der Villa de Mandrot, die 1931 fertig wurde, kaufte sie eine kubistische Skulptur von Jacques Lipchitz.
In den 1930er Jahren entwickelte sich das Künstlerhaus zu einem Zufluchtsort für Begegnungen und Austausch. László Moholy-Nagy, Werner Hartmann, Willi Baumeister, Oskar Schlemmer, Max Ernst und Alfred Roth gehörten zu den Gästen. Bis zu Mandrots Tod 1948 blieb das Schloss La Sarraz trotz Anfeindungen von kulturellen und politischen Westschweizer Kreisen ein Treffpunkt der Schweizer und internationalen Avantgarde.
Die Ausstellung „Hélène de Mandrot et la Maison des artistes de La Sarraz“ 1998 im Musée des Arts décoratifs Lausanne dokumentierte und würdigte ihr Leben und Wirken.

## Ausstellungen
- 1998: Hélène de Mandrot, Château de La Sarraz, 6. bis 28. Juni 1998
- 1999: Hélène de Mandrot und La Maison des Artistes in La Sarraz, Kunsthaus Zürich, 12. Februar bis 24. April 1999